# Veraguakwartelduif
De veraguakwartelduif (Leptotrygon veraguensis synoniem: Geotrygon veraguensis) is een vogel uit de familie Columbidae (duiven).

## Verspreiding en leefgebied
Deze soort komt voor van Costa Rica tot noordwestelijk Ecuador.

## Status
De grootte van de populatie is in 2019 geschat op 20-50 duizend volwassen vogels. Op de Rode lijst van de IUCN heeft deze soort de status niet bedreigd.